# دوسيت ثاني دبي
دوسيت ثاني دبي (سابقا دوسيت دبي) فندق بارتفاع 153 م (502 قدم), ب40 طابق ويقع في- دبي، الإمارات العربية المتحدة. تم الانتهاء من بناء فندق دوست دبي في عام 2001. وأهم سمة في البرج هو أن الهيكل ينقسم قاعدتين منفصلتين تتلاقيان في القمة. ويعتقد أنه قد تم بناؤه على هذا النحو كرمز ل، wai التحية التايلندية.
تحتوي القاعدة اليسرى الشقق السكنية في حين أن القاعدة اليمنى تحتوي على شقق فندقية مفروشة بالكامل. المنطقة العليا «المشتركة» هي الفندق مع صالة ألعاب رياضية وحمام سباحة في الهواء الطلق في الطابق العلوي.

## التاريخ
بدأ البناء في عام 1998 وانتهى في عام 2001. يبلغ ارتفاع قوس الفندق 282 قدمًا ويلتقي في الطابق الرابع والعشرين. تم بناؤه بواسطة شركة الهندسة المعمارية خطيب وعلمي ويتميز بأسلوب حديث في جميع أنحاء التصميم.

## روابط خارجية
- دوسيت ثاني دبي